# Вожани (Франция)
Вожани (фр. Vaujany) — коммуна во Франции, находится в регионе Рона — Альпы. Департамент коммуны — Изер. Входит в состав кантона Ле-Бур-д'Уазан. Округ коммуны — Гренобль.
Код INSEE коммуны — 38527. Население коммуны на 1999 год составляло 311 человек. Населённый пункт находится на высоте от 752 до 3464 метров над уровнем моря. Муниципалитет расположен на расстоянии около 500 км юго-восточнее Парижа, 120 км юго-восточнее Лиона, 28 км восточнее Гренобля. Мэр коммуны — Yves Genevois, мандат действует на протяжении 2008—2014 гг.
Динамика населения (INSEE):